# Zuid-Filipijnse kuifarend
De Zuid-Filipijnse kuifarend (Nisaetus pinskeri) is een roofvogel uit de familie van de havikachtigen die voorkomt in het zuiden van de Filipijnen. Deze soort is in 1998 als ondersoort van de Filipijnse kuifarend, N. philippensis beschreven en vernoemd naar de Weense populatiegeneticus Wilhelm Pinsker. Later is het taxon opgesplitst in twee aparte soorten.

## Herkenning
De vogel is 65 tot 70 cm lang. Deze kuifarend lijkt sterk op de Noord-Filipijnse kuifarend. De Zuid-Filipijnse kuifarend is meer grijs tot leikleurig waar de Noord-Filipijnse soort bruin is. Deze kuifarend heeft een witte keel, verder is deze soort gemiddeld iets kleiner en heeft een fijnere bandering op de buik.

## Verspreiding en leefgebied
De soort komt voor op de Filipijnse eilanden Mindanao en Bohol en mogelijk nog op Panay en Negros. Het leefgebied is natuurlijk tropisch bos waarin selectief gekapt is. De vogel heeft een voorkeur voor half open bos op hellingen onder de 1000 m boven zeeniveau.

## Status
De Zuid-Filipijnse kuifarend heeft een beperkt verspreidingsgebied en daardoor is de kans op uitsterven aanwezig. De grootte van de populatie werd in 2016 door BirdLife International geschat op 900 tot 1200 individuen en de populatie-aantallen nemen af door habitatverlies en jacht. Het leefgebied wordt aangetast door ontbossing waarbij natuurlijk bos wordt omgezet in gebied voor agrarisch gebruik. Om deze redenen staat deze soort als bedreigd op de Rode Lijst van de IUCN.